# 金森頼業

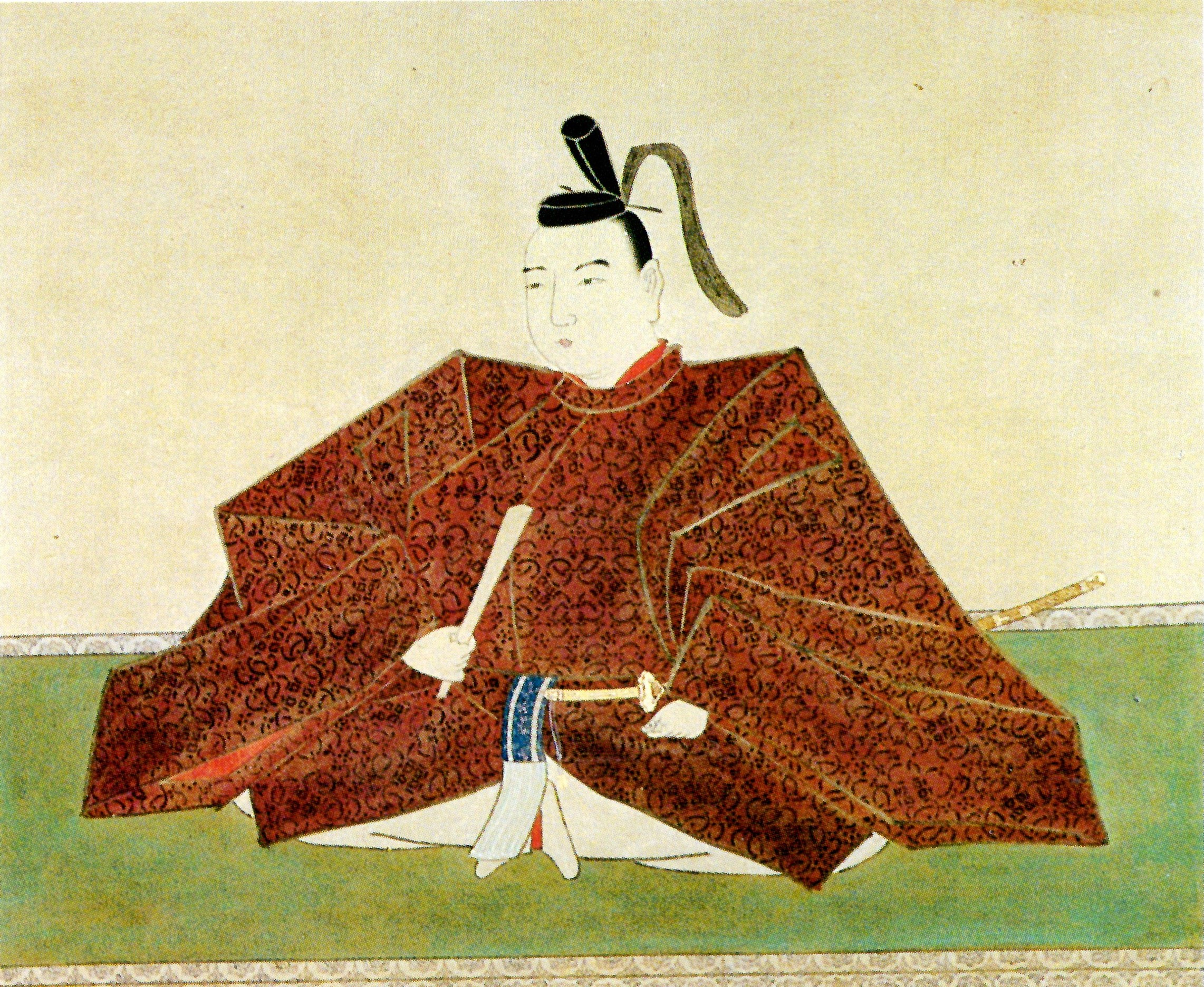
金森頼業像

金森 頼業（かなもり よりなり、慶安元年（1648年）- 寛文11年12月28日（1672年1月27日））は、飛騨高山藩の第5代藩主。第4代藩主金森頼直の長男。母は本多忠義の娘。弟に金森近供、権之助（早世）、金森直清、金森重矩。正室は井上正任の娘。側室もいる。子は金森頼旹（長男）、金森重詰（次男）。官位は従五位下、飛騨守。

## 生涯
万治2年（1659年）将軍徳川家綱に拝謁する。寛文2年（1662年）従五位下飛騨守に叙任する。寛文5年（1665年）、父の死去により跡を継ぐ。「高山市史」によると、寛文8年（1668年）、神岡鉱山（茂住鉱山）を開発し、「金森」姓の名乗りまで許されていた鉱山師の茂住宗貞を、頼業はしかしその贅沢を憎んで茂住の下代である宮島平左衛門を高山城内で誅殺、茂住は越前国に逃走した。これにより鉱山経営に混乱を招き、衰退を招いたと伝わる。
寛文11年（1671年）12月28日、江戸の藩邸にて24歳で死去し、跡を長男の頼旹が継いだ。法号は「照見院殿覚峰宗圓大居士」。墓所は大隆寺。後に京都市北区紫野大徳寺町の龍源院。
富山藩前田家との領土境界に関して幕府に訴えを起こした。この訴訟は頼業の死の直後に高山藩が勝訴した。また、死因として城中で起こった怪異により病を得た、とする話が伝わる。